# JET CO.
『JET CO.』（ジェット・コー）は、日本のバンドUNISON SQUARE GARDENの2作目のフルアルバム。2010年4月7日発売。

## 概要
前作『UNISON SQUARE GARDEN』より約1年ぶりのフルアルバム。前作以降のシングル表題曲「cody beats」を含む全12曲を収録。プロデューサーに佐久間正英を迎えている。
今作の制作中、田淵智也が作詞・作曲においてスランプに陥ってしまい、一時は専業のソングライターから楽曲提供を受ける話もあがっていた。
2025年現在、タイアップのついた楽曲が収録されていない唯一のオリジナルアルバムになっている。

## 楽曲について
メッセンジャーフロム全世界
2009年時点でライブで披露されていた曲。今作にて音源化になった。
ライドオンタイム
2009年時点でライブで披露されていた曲。今作にて音源化になった。
アイラブニージュー
「アイラブニージュー（I LOVE NEED YOU）」というフレーズは田淵の造語である（文法的には誤りである）。田淵はこの言葉をお気に入りのフレーズとして挙げている。
23:25
田淵曰く「シングルで発売したい曲」で2007年〜2009年にはすでに楽曲は完成していたが、スタッフからの評価が低かったのシングル計画はなくなった。
読み方は「にじゅうさんじ、にじゅうごふん」また、本曲タイトルのヒントとしてイントロのフレーズが『Catcher In The Spy』収録の「instant EGOIST」の間奏に使用されている。
10周年記念アルバム『DUGOUT ACCIDENT』に再ミックスの上収録されている。

## 収録曲について
| 全作詞・作曲: 田淵智也、全編曲: UNISON SQUARE GARDEN。 |                                      |          |            |      |
| #                                                      | タイトル                             | 作詞     | 作曲・編曲 | 時間 |
| 1.                                                     | 「メッセンジャーフロム全世界」       | 田淵智也 | 田淵智也   | 2:20 |
| 2.                                                     | 「コーヒーカップシンドローム」       | 田淵智也 | 田淵智也   | 4:01 |
| 3.                                                     | 「チャイルドフッド・スーパーノヴァ」 | 田淵智也 | 田淵智也   | 3:19 |
| 4.                                                     | 「cody beats」                       | 田淵智也 | 田淵智也   | 3:57 |
| 5.                                                     | 「気まぐれ雑踏」                     | 田淵智也 | 田淵智也   | 4:50 |
| 6.                                                     | 「キライ＝キライ」                   | 田淵智也 | 田淵智也   | 3:42 |
| 7.                                                     | 「ライドオンタイム」                 | 田淵智也 | 田淵智也   | 4:34 |
| 8.                                                     | 「meet the world time」              | 田淵智也 | 田淵智也   | 3:23 |
| 9.                                                     | 「夜が揺れている」                   | 田淵智也 | 田淵智也   | 2:59 |
| 10.                                                    | 「アイラブニージュー」               | 田淵智也 | 田淵智也   | 3:25 |
| 11.                                                    | 「スノウアンサー」                   | 田淵智也 | 田淵智也   | 3:55 |
| 12.                                                    | 「23:25」                            | 田淵智也 | 田淵智也   | 5:20 |
| 合計時間:                                              | 合計時間:                            | 45:50    |            |      |